# 石首站
石首站是浩吉铁路于湖北石首市经济开发区金平工业园的一个铁路车站，办理货运和客运业务。